# Ritratto di Francesco I d'Este
Il ritratto di Francesco I d’Este è un dipinto a olio su tela (68x51 cm) realizzato tra il 1638 ed il 1639 dal pittore Diego Velázquez. È conservato alla galleria estense a Modena ed è tra le opere più rilevanti custodite dalla pinacoteca.

## Storia
Il ritratto rappresenta il duca di Modena, Francesco I d'Este ed è stato realizzato dal celebre pittore spagnolo a Madrid, nel periodo in cui il duca era in visita alla casa reale di Spagna. In tale frangente, il sovrano conferì al duca l'onorificenza del toson d'oro che compare nel ritratto.

## Prestito
Il dipinto è stato esposto al Metropolitan Museum of Art di New York, dal 16 aprile al 14 luglio 2013. In tale periodo, infatti, la galleria estense non era agibile a causa del terremoto avvenuto l'anno prima e l'iniziativa ha avuto anche il fine di richiamare l'attenzione internazionale su tale catastrofe.